# Filmowa Biblioteka Naukowa 3D
Filmowa Biblioteka Naukowa 3D – cykl filmów medycznych, produkowanych od 2012 roku przez łódzkie studio filmowe Taurus Film ITD. Jest to pierwszy w Polsce i na świecie cykl filmów naukowych realizowanych w technologii obrazu telewizyjnego 3D.

## Charakterystyka
Filmowa Biblioteka Naukowa to seria specjalistycznych podręczników dla lekarzy różnych dziedzin oraz studentów medycyny. Filmy te służą głównie jako przewodniki dla klinicystów, którym wysoce realistyczny, trójwymiarowy obraz daje możliwość poznania anatomicznych szczegółów z punktu widzenia chirurga asystującego przy zabiegu operacyjnym. Każdy odcinek cyklu jest komentowany przez doświadczonego w danej dziedzinie lekarza-specjalistę.
Pomysłodawcą i realizatorem Filmowej Biblioteki Naukowej jest  dr hab. sztuki filmowej Leszek Orlewicz. W cyklu wykorzystano animacje komputerowe autorstwa Piotra Wesołowskiego. Funkcję producenta serii pełni Liliana Orlewicz. Produkcja jest współfinansowana przez Ministerstwo Nauki i Szkolnictwa Wyższego.

## Działy Filmowej Biblioteki Naukowej 3D
Obecnie Filmowa Biblioteka Naukowa 3D zawiera cykl Kardiologia XXI wieku, poświęcony zagadnieniom z zakresu współczesnych metod diagnostyki i leczenia chorób serca. Planowana jest realizacja następnych filmowych podręczników dla innych gałęzi medycyny: neurologia, chirurgia naczyniowa, chirurgia jamy brzusznej, ortopedia, onkologia i ginekologia.

## Tytuły poszczególnych odcinków

### Kardiologia XXI wieku
1. Ablacja - zabieg.
2. Ablacja w leczeniu zaburzeń rytmu serca.
3. Elektrostymulacja serca.
4. Implantacja dwujamowego rozrusznika serca - cz.1.
5. Implantacja dwujamowego rozrusznika serca - cz.2.
6. Implantacja dwujamowego rozrusznika serca - zabieg kompletny.
7. Implantacja kardiowertera-defibrylatora - cz.1.
8. Implantacja kardiowertera-defibrylatora - cz.2.
9. Implantacja kardiowertera-defibrylatora - zabieg kompletny.
10. Elektrokardiologia w niewydolności serca: Diagnostyka i leczenie.
11. Elektrokardiologia w niewydolności serca: Bradykardia, Tachykardia.
12. Elektrokardiologia w niewydolności serca: Tachycardiomiopatia.
13. Badanie USG serca: klasyczne i przezprzełykowe.
14. Zamknięciu ubytku ASD II w przegrodzie międzyprzedsionkowej.
15. Rehabilitacja kardiologiczna.
16. Próba wysiłkowa w rehabilitacji kardiologicznej.
17. Implantacja zastawki aortalnej.
18. Plastyka zastawki mitralnej.
19. Implantacja stymulatora dwujamowego metodą chirurgicznej preparacji żyły.
20. Implantacja trzyjamowego stymulatora serca z funkcją resynchronizacji - cz. 1 i 2.
21. CRT podwiązanie elektrod.
22. Pomosty aortalno-wieńcowe - cz.1. (przygotowanie pacjenta i anastezja)
23. Pomosty aortalno-wieńcowe - cz.2 (rozcięcie mostka, tętnica piersiowa, żyła odpiszczelowa).
24. Pomosty aortalno-wieńcowe - cz.3 (krążenie pozaustrojowe, zespolenia żylno-tętnicze).
25. Pomosty aortalno-wieńcowe - cz.4. (zabieg właściwy i zamknięcie mostka)
26. Pomostowanie-aortalno wieńcowe w chorobie niedokrwiennej serca.
27. Krioablacja - zabieg.
28. Niewydolność serca.
29. Zabieg pomostowania aortalno - wieńcowego w chorobie niedokrwiennej serca cz. 1 i 2.
30. Choroba niedokrwienna serca
31. Implantacja zastawki aortalnej TAVR (zabieg hybrydowy)
32. Koronarografia
33. Wypreparowanie tętnicy piersiowej lewej - Mamaria
34. Pomostowanie aortalno - wieńcowe z użyciem stabilizatora tkankowego
35. Operacja Norwooda - kardiochirurgia dziecięca
36. Operacja Ross - Konno - kardiochirurgia dziecięca
37. Operacja Fontana - kardiochirurgia dziecięca
38. Operacja Glenna - kardiochirurgia dziecięca
39. Radiologia i tomografia komputerowa serca
40. Rezonans magnetyczny serca
41. Operacja tętniaka aorty brzusznej
42. Zabieg Bentalla
43. Plastyka zwężenia podaortalnego - kardiochirurgia dziecięca
44. Korekcja anatomiczna TGA - kardiochirurgia dziecięca
45. Implantacja zastawki biologicznej CorMatrix - kardiochirurgia dziecięca

## Ekipa realizatorska
- Produkcja: Taurus Film ITD
- Postprodukcja 3D: Taurus Film ITD
- Reżyseria: Leszek Orlewicz
- Producent: Liliana Orlewicz
- Scenariusz: Leszek Orlewicz
- Zdjęcia: Leszek Orlewicz
- Współpraca operatorska: Aleksandra Orlewicz, Piotr Wesołowski
- Grafika komputerowa: Piotr Wesołowski, Aleksandra Orlewicz
- Muzyka: Digital Symphony Orchestra

## Konsultanci medyczni
Głównym konsultantem cyklu jest prof. dr hab. Jarosław Drożdż, kierownik Kliniki Kardiologii i Kardiochirurgii Uniwersytetu Medycznego w Łodzi.
Konsultanci odcinków:
- prof. dr hab. Jerzy Krzysztof Wranicz
- prof. dr hab. Jacek Moll
- prof. dr hab. Ludomir Stefańczyk
- dr n. med. Jan Ruta
- dr n. med. Michał Chudzik
- dr n. med.Tomasz Rechciński
- dr hab. n. med. Michał Kidawa
- prof. dr hab. Małgorzata Kurpesa
- dr n. med. Marek Maciejewski
- dr n. med. Krzysztof Kaczmarek
- prof. dr hab. Ryszard Jaszewski
- prof. dr hab. Stanisław Mitura
- dr hab. n. med. Zbigniew Nawrat
- dr hab. n. med. Barbara Małecka
- dr n. med. Bartosz Orłowski